# Изборово (Калужская область)
Изборово  — село в Мещовском районе Калужской области России. Входит в состав сельского поселения «Село Гаврики». 

## География
Деревня находится в центральной части региона, в зоне хвойно-широколиственных лесов, в пределах Барятинско-Сухиничской равнины, у реки Туросна, на расстоянии примерно  23 км восточнее районного центра города  Мещовск, на юго-западе от Калуги (89 км).  

### Климат
Климат характеризуется как умеренно континентальный, с тёплым летом и умеренно морозной снежной зимой. Среднегодовая многолетняя температура воздуха составляет 4 — 4,6 °С. Средняя температура воздуха самого тёплого месяца (июля) — 17,8 °C (абсолютный максимум — 39 °C); самого холодного (января) — −8,9 °C (абсолютный минимум — −48 °C). Безморозный период длится в среднем 149 дней. Среднегодовое количество атмосферных осадков составляет 650—730 мм, из которых 460 мм выпадает в период с апреля по октябрь. Снежный покров держится в течение 130—145 дней.

## Население
| 2002 | 2010 |
| ---- | ---- |
| 40   | ↘17  |